# شیرزن
شیرزن، روستایی است از توابع بخش باجگیران شهرستان قوچان در استان خراسان رضوی ایران.

## جمعیت
این روستا در دهستان دولتخانه قرار داشته و بر اساس سرشماری سال ۱۳۸۵ جمعیت آن ۲۲۵ نفر (۴۷ خانوار)
بوده است.
nt/userfiles/_census85/census85/natayej/abadifil/09.xls |title=درگاه ملی آمار ایران |accessdate=۱۴ سپتامبر ۲۰۰۸ |archiveurl=https://web.archive.org/web/20071008010942/http://www.sci.org.ir/content/userfiles/_census85/census85/natayej/abadifil/09.xls |archivedate=۸ اکتبر ۲۰۰۷ |dead-url=yes }}</ref>